# 福建日报
《福建日报》是中國共產黨福建省委員會機關報，由中國共產黨福建省委員會主管，創刊於1949年8月25日。2002年8月25日，福建日報報業集團成立。福建日报社旗下擁有《海峽都市報》、《海峽導報》（1999年3月9日在廈門創刊）等11種報紙，《兩岸傳媒》等12種刊物，有《東南網》、《新福建》等網站和新媒體共120余種。
2018年，报纸入选2017年全国百强报纸推荐名单。2025年1月2日，中華民國大陸委員會副主委兼發言人梁文傑表示，經過評估，福建日报报业集团旗下的《海峽導報》具有明顯從事對台統戰工作性質，将不会允许福建日报报业集团以及旗下媒体在台湾的采访活动。

## 报头軼事
1949年5月25日，中共中央华东局在研究组建福建省委时，即决定福建解放后出版两份对开党报，一份是《福建日报》，作为中共福建省委机关报；一份是《厦门日报》，作为中共厦门市委机关报，并请时任华东局常委、宣传部长舒同提写了两报的报名刊头。在解放日报社做好锌板交由准备南下的中国人民解放军华东随军服务团新闻中队的叶炜负责带往福建。
现《福建日報》之報頭為毛澤東於1964年年底題寫。

## 外部連結
- 官方网站